# Павло Козелецький
Павло Козелецький (*, д/н —1768) — український політичний та військовий діяч, кошовий отаман Війська Запорозького у 1747, 1752—1753 роках. У російських офіційних документах відомий також як Павло Кирилов.

## Життєпис
Походив з дрібної української шляхти. Народився у м. Козелець (звідси прізвисько). Відомо, що його батька звали Іван. Тому іноді підписувався як Іванович. Відзначився у російсько-турецькій війні 1735—1739 років. У 1743—1744 роках був курінним отаманом Корсунського куреня. На цій посаді разом з Іваном Шостаком, отаманом Васюринського куреня, за розпорядженням кошового Якима Ігнатовича їздив на комісію (перемовини) з татарами з приводу утворення татарами Кизикерменського перевозу.
У 1747 році обирається кошовим отаманом. На цій посаді проявив суворість по відношенню до розбишак і злодіїв. За його наказом було страчено 6 злочинців. Так, капітан Новосіченської фортеці Микита Карамишев від 26 серпня 1747 р. свідчить: «Войська запорожскими козаками поймано в степи к реке Гарду воровских людей четыре человека запорожцев же, кои допросами объявили, что они несколько разного звания купцов, проезжавших в Крым и из Крыму для купеческого промыслу, разбивали и грабили товар, деньги и протчее; и за то сего августа 20 числа из оных грабителей три человека кошевым атаманом с товариством повешено, а четвертый, по их запорожскому обычаю, под виселецею нещадно бит киями…».
Займав позицію підтримки російського уряду в Україні та протидії гайдамацькому руху. 29 вересня 1747 року кошовий отаман Війська Запорозького Павло Козелецький доповідає київському генерал-губернатору М. Леонтьєву з приводу одержання указу Колегії іноземних справ про заборону давати притулок гайдамакам: «…не будучи мы, Запорожское Войско, об тех гайдамаках убежавших з Полщи в разние ведомства нашего места, известни, ответствовать вскорости неможно, а чтоб мы, Войско, об тех гайдамаках подленно могли усведомится и чтоб отнине и впредь приниманни не били, но вовся іскореняеми без пощади, о том найкрепчайшій приказ к полковнику гардовому послан. И что от него, полковніка, в ответ якоби о убежавших с Полщи гайдамак получим, то того ж часа к вашему вісокопревосходительству ответствовать не применем с покорностию… доносим…». При цьому ретельно доповідав російським військовим щодо пересування татар.
У 1752 році вдруге обирається кошовим отаманом. Продовжував політику попередників, намагався приборкати голоту на Січі, водночас усіляко забороняв загонам запорожців підтримувати гайдамаків на Правобережжі. При цьому посилив спостереження за кримськими татарами. У 1753 році запорожці знову довірили Козелецькому посаду кошового. Втім вже в червні того ж року був позбавлений посади.
У 1758 та 1762 роках обіймав посаду військового судді. У 1763 році вирушив до Нехворощанського монастиря Успіння Пресвятої Богородиці, де прийняв чернечий постриг під ім'ям Петра. Надав 243 рублі на лиття дзвону для монастирської дзвіниці (після закриття монастиря у 1786 році цей дзвін зберігався на дзвіниці Здвиженської церкви Катеринослава, сучасного Дніпра, до 1917 року).
У 1765 році стає ігуменом монастиря, виконував обов'язки до своєї смерті у 1768 році.